# Convair CV-240

Cabina di pilotaggio di un Convair 440-61 Metropolitan

Il Convair CV-240 era un bimotore di linea ad ala bassa prodotto dall'azienda statunitense Convair tra il 1947 e il 1956.

## Storia del progetto
Alla ricerca di un sostituto del vecchio Douglas DC-3, all'inizio del 1945 la American Airlines emise una specifica che portò alla progettazione del prototipo del Convair 110, che volò per la prima volta l'8 luglio 1946. Prima di poter essere sviluppato, l'esigenza di un maggior numero di posti per i passeggeri portò alla realizzazione del Convair 240, che volò il 16 marzo 1947. Il Convair 240 era un aereo pressurizzato da 40 posti con due motori Pratt & Whitney R-2800 "Double Wasp" da 2400 cavalli. Entrato in servizio con la American Airlines il 1º giugno 1948, fu seguito dal Convair 340, con motori da 2500 cavalli, ali di maggiori dimensioni rispetto al Convair 240, fusoliera allungata di 1,37 m e 44 posti passeggeri. Successivamente venne commercializzato il Convair 440, ulteriormente migliorato e dotato di radar, con cabina a 52 posti. Seguirono, muniti di turboeliche, il Convair 540, il Convair 580, il Convair 600 e il Convair 640.

## Principali varianti
CV-240
versione di produzione iniziale
CV-340
aggiunti quattro posti in più nella cabina passeggeri e allargate le ali
CV-440
migliorato il sistema elettrico e dotato di radar
CV-540

CV-580
installazione di due motori Allison 501 D13D/H
CV-600
installazione di due motori Rolls-Royce Dart
CV-640
simile al modello precedente ma migliorato dal punto di vista tecnico
CV5800

## Utilizzatori

### Civili
Belgio
- SABENA

Convair 240 e 440
 Brasile
- Varig

Convair 240
 Canada
- Nolinor Aviation

Convair 580
 Filippine
- Philippine Airlines

Convair 340
 Figi
- Air Fiji

Convair 580
 Finlandia
- Finnair

 Italia
- Alitalia

Convair 340 e 440
 Nuova Zelanda
- Air Chathams

Convair 580
 Paesi Bassi
- KLM

Convair 240
 Polonia
- LOT

Convair 240
 Stati Uniti
- Air Tahoma

Convair 240 e 580
- Delta Air Lines

Convair 340 e 440
- Hawaiian Airlines

Convair 340
- IFL Group

Convair 580 e 5800
 Svezia
- Linjeflyg

Convair 340 e 440
- SAS

Convair 440

### Governativi
Canada
- Saskatchewan Public Safety Agency

4 Convair 580A per la lotta antincendio in organico.

### Militari
Australia
- Royal Australian Air Force

2 CV-440 Metropolitans (seriali RAAF A95-313 e 353) in servizio dal 1956 al 1968.
 Bolivia
- Fuerza Aérea Boliviana

6 CV-440 e 5 CV-580 consegnati.
 Canada
- Royal Canadian Air Force

 Colombia
- Fuerza Aérea Colombiana

 Germania
- Luftwaffe

6 CV-440 consegnati.
 Italia
- Aeronautica Militare

4 CV-440 in servizio dal 1957 al 1978.
 Messico
- Mexican Air Force

 Paraguay
- Fuerza Aérea Paraguaya

 Spagna
- Ejército del Aire

4 CV-440 (ridesignati T.14) acquistati dall'Iberia.
 Sri Lanka
- Sri Lanka Air Force

 Stati Uniti
- USAF

## Curiosità

Interno della cabina del Convair 440 presidenziale dell'Aeronautica Militare.

- Un Convair 440-61 Metropolitan fu l'aereo di Stato utilizzato dai presidenti della Repubblica Italiana Giovanni Gronchi e Antonio Segni.
- Un Convair 440 viene utilizzato nel film Pappa e ciccia nell'episodio di Paolo Villaggio.

### Riviste
- (EN) Martin Siegrist, Bolivian Air Power — Seventy Years On, in Air International, Vol. 33, No. 4, ottobre 1987,  pp. 170–176, 194, ISSN 0306-5634 (WC · ACNP).